# 각자에게 각자의 것을

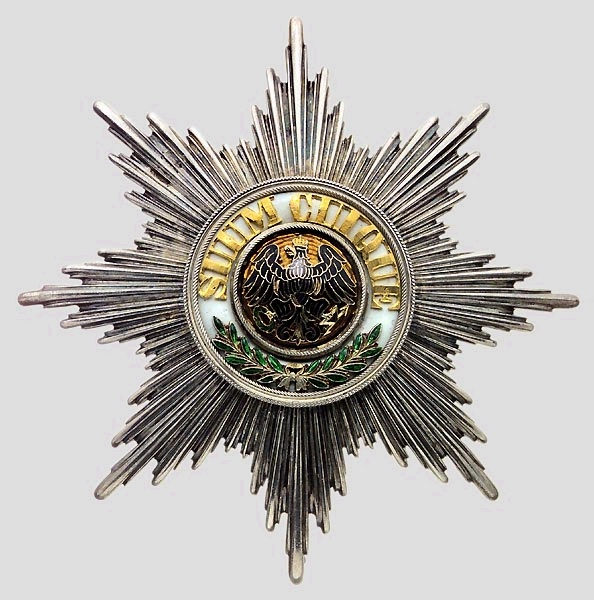
프로이센의 최고 훈장 「흑취훈장」. 라틴어로 "SUUM CUIQUE"라고 기록되고 있다

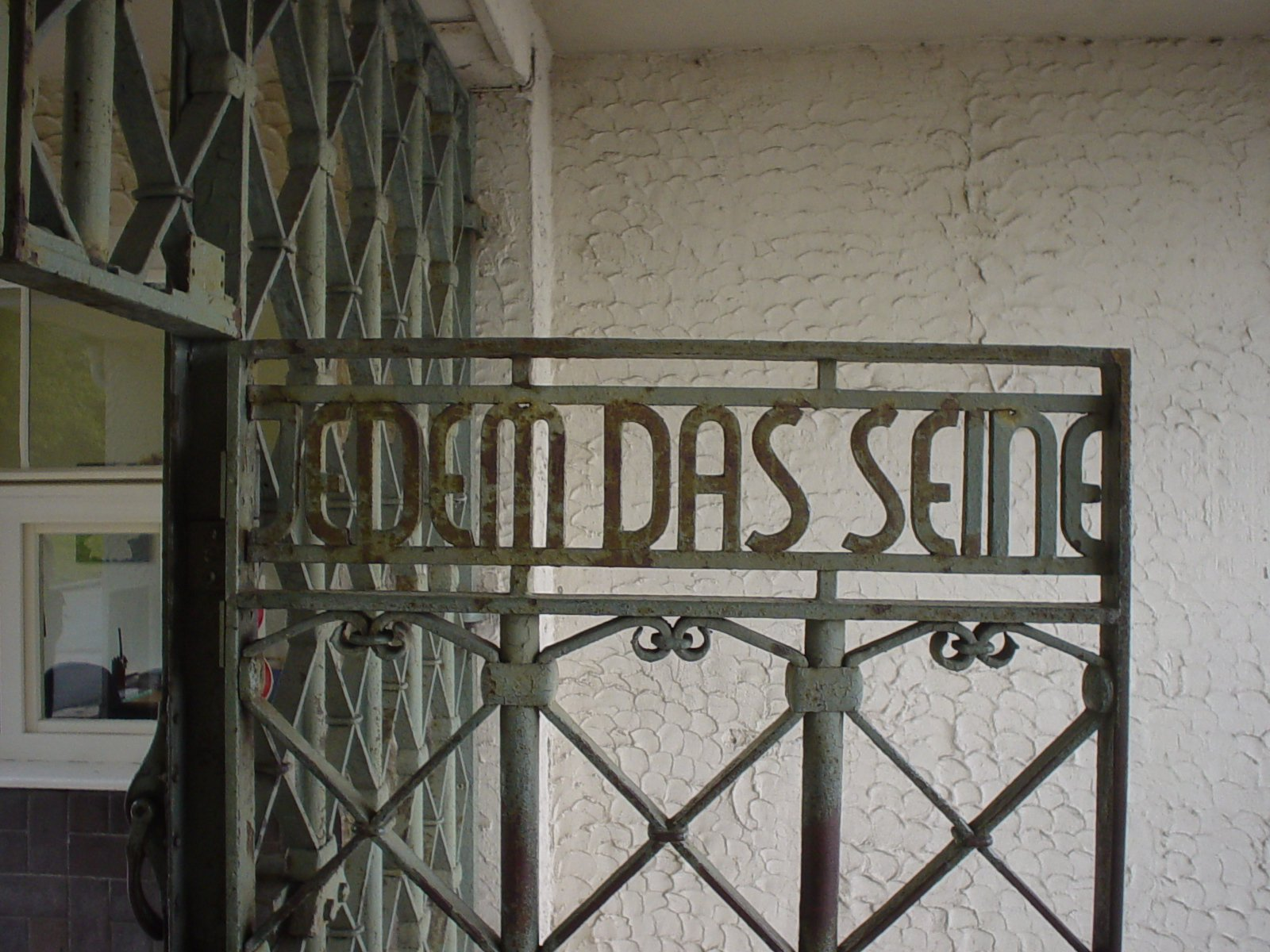
부헨발트 강제 수용소의 문의 상부

「각자에 각자의 것을」(Jedem das Seine)은 라틴어의 표현 "Suum cuique"를 독일어로 번역한 모토이다. 원래는 로마법에서의 정의의 이념을 나타낸 관용구로, 각자에는 각각이 응분에 가져야 할 것을 준다는 어떤 말에 특별한 뜻을 가지게로 이해된다. 영어에서는 "to each according to his merits" 등으로 번역된다.
후술과 같이, 나치 독일이 강제 수용소의 슬로건에 이용하기도 하면서 나치주의을 연상시키는 문언이라는 오해를 받기도 한다.

## 역사

### 고대
원래의 라틴어의 표현(Suum cuique)은 고대 그리스에서의 정의의 이념에까지 거슬러 올라가는 것으로, 「각자에 각자의 소유해야할 것을」, 「각자 각각 적격인 것을」이라는 의미로 이해된다. 플라톤 「국가」에 따르면, "'제 일을 하고 참견하지 않는 것'이 올바름(올바른 상태)"(433 a), "각자가 남의 것을 취하지도 않도록 하고, 또한 제 것을 빼앗기지도 않도록 하는 것" "'제 것의 소유'와 '제 일을 함'이 올바름"(433 e)이라고 한다.
이 라틴어의 표현을 유명하게 한 것은 공화정 로마기의 정치인, 문필가, 철학자에서 만난 키케로 (기원전 106년 - 기원전 43년) 가 남긴, 「정의는 만명 각각 적격이게 주어진다」( 「신들의 본성에 대해」De natura deorum, III, 38. ), 「 ... 그러므로 힘은 곤란과 위기 시에 나타나는 것이며, ... 정의는 각자 각각 적격이게 완수해진다」(「선과 악의 궁극에 대해」De finibus bonorum et malorum, V, 67. ), 라는 문언이었다.
비잔티움 제국의 황제 유스티니아누스 1세가 집대성한 로마법 대전 (Corpus Iuris Civilis)의 제1부에는, 「지켜야 하는 것은 각자 각각이, 올바르게 살아 맞는 것이 없다는 것(iuris praecepta sunt haec: honeste vivere, old rum non laedere, suum cuique tribuere)」(Inst. 1, 1, 3) 라고 있어, 우르피아누스의 설로서 「정의는 만명에게 각각의 것을 주려는 확고한 항구적인 의사이다('Iustitia est constans et perpetua voluntas ius suum cuique tribuendi')」(「학설휘찬」1, 1, 10)이 들어지고 있다. 대전의 집필자였던 트리보니안은 대전의 모두에 이 어구를 두고 있다. (Inst. 1, 1, 1)

### 프로이센 왕국
프리드리히 대왕 치하의 프로이센 왕국에서, 최고 훈장인 흑취훈장(Hoher Orden vom Schwarzen Adler)에는 라틴어로 "Suum cuique"라고 모토가 기록되고 있었다. 당시, 이 모토는 왕국을 지탱할 수 있도록 단결하고 있는 한, 시민은 「각자가 자신이 선택하는 것을 해도 좋다」라고 하는 의미에 풀어져 프로이센 왕국의 자유주의와 종교적 관용을 상징하는 말로 되어 있었다. 이 모토는 현재도 독일의 군경찰의 기장에 인계되고 있다.

### 나치 독일
1937년, 나치 정권은 바이마르 시 근교에 부헨발트 강제 수용소를 건설해, 그 슬로건으로서 「각자에게 각자의 것을」(Jedem das Seine)을, 정문의 문의 상부에 문의 안쪽으로부터 읽어낼 수 있는 틈새를 만들어 문자로서 내걸었다. 이는 아우슈비츠, 다하우, 성장 로젠, 작센하우젠, 테레지엔슈타트의 강제 수용소로 내건 「노동이 그대를 자유케 하리라」(Arbeit macht frei)와 같이, 당시 잘 이용된 전형적인 선전 표어였다.

## 그 외의 용례
이 표현은, 독일어권에서는 현재에도 속담으로서 일상적으로 이용되는 표현이다. 또 바흐의 칸타타의 하나로, 일본어에서는 「신은 단지 만명을 위해서」라고 번역되고 있는, 삼위일체 후 제 23주일을 위한 곡의 제목은, 독일어에서는 「Nur jedem das Seine」이다(BWV 163).
독일어권에서는 현대의 광고 캠페인으로 이 표현이 이용되는 일도 자주 있어, 노키아, 독일의 슈퍼마켓 체인 REWE, 버거 킹, 메르크르 은행 등의 각사가, 광고의 문언으로서 「Jedem das Seine」이나 그 복수형의 표현 「Jedem den Seinen」를 이용한 것으로 물의를 양 해 왔다. 2009년 1월, 엑슨모빌은 광고 캠페인으로 독일의 커피 체인점 치보의 음료를 에소의 점포에서 제공했을 때에, 슬로건으로서 「Jedem den Seinen!」을 이용했다. 독일 유태인 중앙 평의회로부터의 항의를 받아 이 광고는 즉시 철거되게 되어, 엑슨모빌의 대변인은, 광고 제작을 맡은 외주처가 이 문언과 나치즘과의 관련을 인식하지 않았다고 말했다. 2009년 3월에는 독일 기독교 민주연합에 관계하는 학생 단체가 노르트라인베스트팔렌 주에서 이 문언을 교육 캠페인의 슬로건으로서 이용해 후에 비판을 받아 철회하는 사건이 있었다.
2009년 9월에는, 「각각의 세느강」을 의미하는 Jedem die Seine라는 문언을 실은 오스트리아 항공의 광고가 의미는 완전히 다르지만, 독일어의 외관상으로는 정관사의 얼마 안되는 차이만으로 Jedem das Seine를 연상시킨다고 하여 비판을 받고 회수가 되었다.

## 같이 보기
- 대량학살
- 일하면 자유롭게 된다 (Arbeit macht frei)